# Processo Pohl

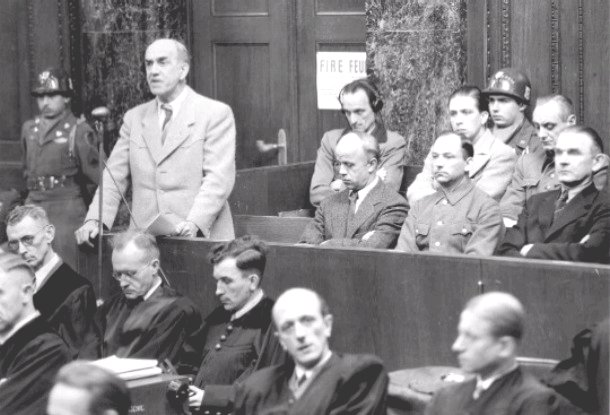
Ultime parole di Oswald Pohl al processo presso il Tribunale militare di Norimberga il 22 settembre 1947. Sul banco degli accusati in prima fila, da sinistra, August Frank, Heinz Fanslau, Hans Lörner; in seconda fila, da sinistra, Franz Eirenschmalz, Karl Sommer, Hermann Pook.

Il processo Pohl contro l'amministrazione nazista tedesca della soluzione finale (noto anche come processo WVHA e ufficialmente The United States of America vs. Oswald Pohl, et al) fu il quarto dei tredici processi tenuti a Norimberga per crimini di guerra, tenuti nella zona di occupazione degli Stati Uniti in Germania dopo la fine della seconda guerra mondiale. I tredici processi si sono svolti tutti davanti ai tribunali militari statunitensi, non davanti al Tribunale militare internazionale, sebbene entrambi i tribunali abbiano presieduto nelle stesse stanze del Palazzo di Giustizia. Sono conosciuti collettivamente come "Successivi processi di Norimberga" o più formalmente, come i "Processi ai criminali di guerra davanti ai tribunali militari di Norimberga" (NMT).

## Il processo
Nel caso Pohl, l'SS-Obergruppenführer Oswald Pohl e altri 17 ufficiali delle SS impiegati dall'Ufficio centrale economico e amministrativo delle SS (abbreviato in tedesco come SS-WVHA), sono stati processati per crimini di guerra e crimini contro l'umanità commessi durante il regime nazista. L'accusa principale contro di loro era il coinvolgimento attivo e l'amministrazione della soluzione finale. Il WVHA era l'ufficio del governo nazista che gestiva i campi di concentramento e sterminio. Si occupò anche degli appalti per le Waffen SS e, a partire dal 1942, dell'amministrazione del SS-Totenkopfverbände.
I giudici in questo caso, ascoltati davanti al Tribunale Militare II, erano Robert M. Toms (giudice presidente), Fitzroy Donald Phillips, Michael A. Musmanno e John J. Speight come giudice supplente. Il capo dell'avvocato dell'accusa era Telford Taylor; James M. McHaney e Jack W. Robbins erano i principali procuratori. L'atto d'accusa fu presentato il 13 gennaio 1947; il processo iniziò l'8 aprile e le sentenze furono emesse il 3 novembre 1947. Quattro persone, tra cui Oswald Pohl , furono condannate a morte per impiccagione, tre sono stati assolti, gli altri hanno ricevuto pene detentive tra i 10 anni e l'ergastolo.
Su richiesta dei giudici, il tribunale si riunì il 14 luglio 1948 per esaminare ulteriore materiale presentato dalla difesa. Il giorno 11 agosto 1948, il tribunale emise le sue sentenze definitive, confermando la maggior parte delle precedenti sentenze, ma riducendo leggermente alcune delle pene detentive e trasformando la condanna a morte di Georg Lörner in una condanna all'ergastolo.

## Accusa
L'atto d'accusa presentato da un gran giurì accusava gli imputati di quanto segue:
1. Partecipare a un piano o cospirazione comune per commettere crimini di guerra e crimini contro l'umanità;
2. Crimini di guerra attraverso l'amministrazione di campi di concentramento e campi di sterminio, e gli omicidi di massa e le atrocità commesse all'interno;
3. Crimini contro l'umanità per gli stessi motivi, comprese le accuse di lavoro in schiavitù;
4. Appartenenza ad un'organizzazione criminale, le SS. Nota: le SS erano già state valutate in precedenza come organizzazione criminale dall'IMT.

Tutti gli imputati sono stati accusati di tutti i capi d'accusa, ad eccezione di Hohberg, che non è stato accusato del punto 4. L'accusa 1 (cospirazione) è stata ampiamente ignorata dal tribunale e non sono state emesse sentenze su questo punto.

## Imputati
Tutti i condannati sono stati giudicati colpevoli delle accuse 2, 3 e 4, ad eccezione di Hohberg (che non è stato accusato del punto 4, ma è stato riconosciuto colpevole dei punti 2 e 3). Tre imputati sono stati assolti da tutte le accuse: Vogt, Scheide e Klein.
| Imputato           | Grado                                                                                         | Sentenza del 3 novembre 1947           | Sentenza del 11 agosto 1948 | Amnestia del 1951                                             |
| ------------------ | --------------------------------------------------------------------------------------------- | -------------------------------------- | --------------------------- | ------------------------------------------------------------- |
| Oswald Pohl        | capo della WVHA, SS Obergruppenführer (Waffen SS)                                             | morte per impiccagione                 | confermata                  | giustiziato il 7 giugno 1951                                  |
| Karl Sommer        | SS Sturmbannführer                                                                            | morte per impiccagione                 | confermata                  | commutata in ergastolo nel 1949; commutata a 20 anni nel 1951 |
| Georg Lörner       | vice capo della WVHA, SS Oberführer (Waffen SS)                                               | morte per impiccagione                 | commutata in ergastolo      | commutata in 15 anni                                          |
| Franz Eirenschmalz | SS Standartenführer                                                                           | morte per impiccagione                 | confermata                  | commutata a 9 anni                                            |
| Karl Mummenthey    | SS Obersturmbannführer                                                                        | ergastolo                              | confermata                  | commutata a 20 anni                                           |
| August Frank       | vice capo della WVHA, SS Obergruppenführer (Waffen SS)                                        | ergastolo                              | confermata                  | commutata in 15 anni                                          |
| Max Kiefer         | SS Obersturmbannführer                                                                        | ergastolo                              | ridotta a 20 anni           | rilasciato                                                    |
| Heinz Karl Fanslau | vice capo della WVHA, SS Brigadeführer (Waffen SS)                                            | 25 anni                                | ridotta a 20 anni           | commutata in 15 anni                                          |
| Hanns Bobermin     | SS Obersturmbannführer                                                                        | 20 anni                                | ridotta a 15 anni           | rilasciato                                                    |
| Leo Volk           | SS Hauptsturmführer, consulente personale di Pohl, capo del dipartimento giuridico della WVHA | 10 anni                                | confermata                  | commutata a 8 anni                                            |
| Hans Lörner        | SS Oberführer                                                                                 | 10 anni                                | confermata                  | rilasciato                                                    |
| Erwin Tschentscher | SS Standartenführer                                                                           | 10 anni                                | confermata                  | rilasciato                                                    |
| Hermann Pook       | Obersturmbannführer (Waffen SS), dentista capo della WVHA                                     | 10 anni                                | confermata                  | rilasciato                                                    |
| Hans Baier         | SS Oberführer                                                                                 | 10 anni                                | confermata                  | rilasciato                                                    |
| Hans Hohberg       | primo ufficiale                                                                               | 10 anni, inclusi gli anni già scontati | confermata                  | rilasciato                                                    |
| Josef Vogt         | SS Standartenführer                                                                           | assolto                                |                             |                                                               |
| Rudolf Scheide     | SS Standartenführer                                                                           | assolto                                |                             |                                                               |
| Horst Klein        | SS Obersturmbannführer                                                                        | assolto                                |                             |                                                               |

La condanna a 10 anni di Hohberg includeva il tempo già scontato, fu imprigionato il 22 ottobre 1945 perché non era un membro delle SS. L'avvocato difensore di Karl Sommer ha presentato una petizione per modificare la sentenza al generale Lucius D. Clay, il comandante in capo della zona di occupazione statunitense. In risposta a questo appello, Clay ordinò che la condanna a morte di Sommer fosse commutata in ergastolo il giorno 11 maggio 1949. Pohl continuò a rivendicare la sua innocenza, affermando di essere stato solo un funzionario: fu impiccato il 7 giugno 1951, nella prigione di Landsberg.
Il capo dell'Amt D: Konzentrationslagerwesen del WVHA (il dipartimento dei campi di concentramento), Richard Glücks, che era stato il diretto superiore di tutti i comandanti dei campi di concentramento e come tale direttamente responsabile di tutte le atrocità ivi commesse, non fu processato. Il 10 maggio 1945, due giorni dopo la resa incondizionata della Germania, si era suicidato nell'ospedale della marina di Flensburg.